# Quan hệ Jordan – Các Tiểu vương quốc Ả Rập Thống nhất
Quan hệ Các Tiểu vương quốc Ả Rập Thống nhất – Jordan là mối quan hệ giữa Các Tiểu vương quốc Ả Rập Thống nhất và Jordan. Các Tiểu vương quốc Ả Rập Thống nhất có một đại sứ quán tại Amman trong khi Jordan có một đại sứ quán tại Abu Dhabi và một tổng lãnh sự quán tại Dubai. Cả hai quốc gia đều thuộc khu vực Trung Đông và chia sẻ liên kết văn hóa chặt chẽ. Both countries are part of the Middle East region and share close cultural ties. Đặc biệt Công chúa Haya bint Al Hussein của Dubai là người gốc Jordan.